# Rufus von Capua

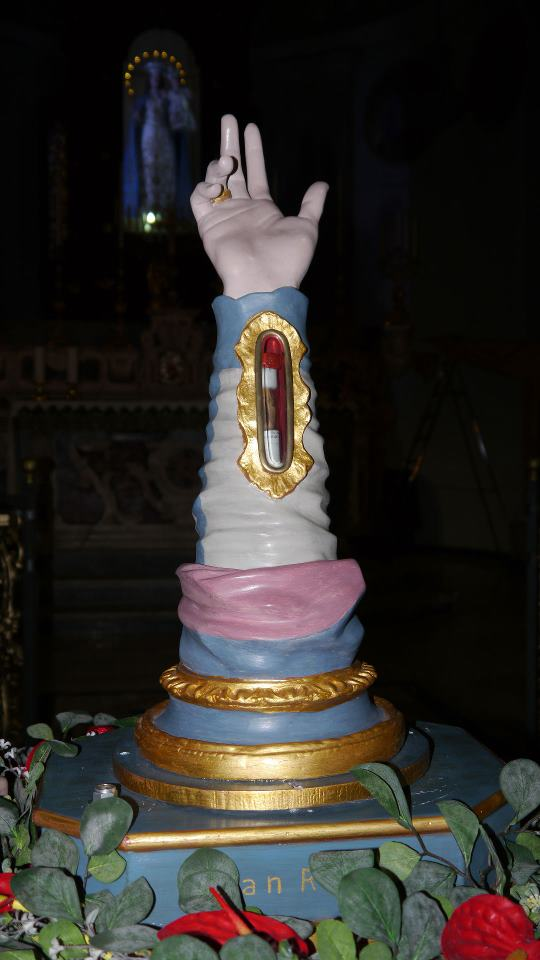
Armreliquiar des Heiligen Rufus in Santa Maria Maggiore in Salerno

Rufus von Capua (auch Rufinus) war ein christlicher Märtyrer und Heiliger aus Capua in Süditalien. Er war nach dem Proprium von Capua ein Exkonsul und Offizier. Seine einzige Tochter wurde durch Apollinaris von Ravenna, einen Jünger des Heiligen Petrus, von den Toten wiedererweckt, worauf sich die gesamte Familie zum Christentum bekehrte. Demnach lebte er im ersten oder zweiten nachchristlichen Jahrhundert. Er wurde auf Befehl des Statthalter Messalinus enthauptet und wird deshalb mit einem Beil im Kopfe dargestellt. Manchmal trägt er auch einen Kranz in der Hand. Sein Festtag ist der 27. August.
Ein Armreliquiar wird in der Kirche von Santa Maria Maggiore in Salerno aufbewahrt.
Rufus von Capua wird manchmal mit dem heiligen Maolrubha verwechselt, dessen Name latinisiert Rufus lautet, sowie einem Diakon Rufus, der zusammen mit Carponius in Diokletians Christenverfolgungen um 304 n. Chr. in Capua getötet wurde.